# ジーザス・クライスト!
『ジーザス・クライスト! 』は、『別冊少女フレンド』に連載されていた上田美和の少女漫画。全2巻。

## 登場人物
早川右京
主人公。空手大好きな女の子。空手一家で育ったせいか常に髪はボサボサで、おしゃれもしない。
成沢左京
右京の双子の弟。幼い頃に親戚に養子として引き取られた。姿かたちはまるで女の子のようである。
カール・エバンス
公国の皇太子。左京に惚れている。